# Катарина фон Валдек-Вилдунген
Катарина фон Валдек-Вилдунген (на немски: Catharina von Waldeck-Wildenburg) е графиня от Валдек-Вилдунген и чрез женитби графиня на Липе-Детмолд и херцогиня на Шлезвиг-Холщайн-Зондербург.

## Биография
Родена е на 20 октомври 1612 година. Тя е дъщеря на граф Христиан фон Валдек-Вилдунген (1585 – 1637) и съпругата му графиня Елизабет фон Насау-Зиген (1584 – 1661), дъщеря на граф Йохан VII фон Насау-Зиген и втората му съпруга Магдалена фон Валдек-Вилдунген.
Катарина фон Валдек-Вилдунген умира на 24 ноември 1649 г. в Кьолн на 37-годишна възраст. Погребана е през 1653 г. в църквата „Св. Николай“ в Лемго.

## Семейство
Първи брак: на 19 юни 1631 г. във Вилдунген с граф Симон Лудвиг фон Липе-Детмолд (1610 – 1636), вторият син на граф Симон VII фон Липе-Детмолд (1587 – 1627) и първата му съпруга графиня Анна Катарина фон Насау-Висбаден (1590 – 1622), дъщеря на граф Йохан Лудвиг I фон Насау-Висбаден-Идщайн (1567 – 1596) и Мария фон Насау-Диленбург (1568 – 1632). Катарина е по-малка сестра на неговата мащеха Мария Магдалена фон Валдек-Вилдунген (1606 – 1671). Двамата имат петима сина:
- Симон Филип (* 6 април 1632 в Детмолд; † 19 юни 1650, във Флоренция), граф на Липе-Детмолд (1636 – 1650), умира неженен от едра шарка
- Херман Ото (* 20 август 1633; † 13 октомври 1646 от едра шарка)
- син (*/† 18 септември 1634)
- син (*/† 18 септември 1635)
- Лудвиг Христиан (* 22 септември 1636; † 13 август 1646 от едра шарка)

Граф Симон Лудвиг умира на 8 август 1636 г. в Детмолд от едра шарка. Наследен е от най-големия му син Симон Филип.
Втори брак: на 15 ноември 1643 в Лемго с херцог Филип Лудвиг фон Шлезвиг-Холщайн-Зондербург (1620 – 1689), най-малкият син на херцог Александер фон Шлезвиг-Холщайн-Зондербург (1573 – 1627) и графиня Доротея фон Шварцбург-Зондерсхаузен (1579 – 1639).  Тя е първата му съпруга. Те имат две деца:
- син (* 8/18 април 1645)
- Доротея Елизабет фон Шлезвиг-Холщайн-Зондербург-Визенбург (* ок. 1646; † 7 януари 1725, Виена)

∞ 30 октомври 1661 г. в Линц за граф Георг Лудвиг фон Зинцендорф-Нойбург (1616 – 1681)
∞ 1682 за граф Жан Луи дьо Рабутин (1641 – 1716), маркиз на Фремонвил
Филип Лудвиг фон Шлезвиг-Холщайн-Зондербург-Визенбург се жени втори път на 5 май 1650 г. в Хомбург за принцеса Анна Маргарета фон Хесен-Хомбург (1629 – 1686).